# Бад-Табарц
Бад-Таба́рц (нем. Bad Tabarz), до 2017 года Табарц (нем. Tabarz) — коммуна в Германии, в земле Тюрингия.
Входит в состав района Гота. Население составляет 4031 человек (на 31 декабря 2010 года). Занимает площадь 21,15 км².
Бад-Табарц известен как бальнеологический курорт, специализирующийся на водолечении по методу доктора Кнайппа.

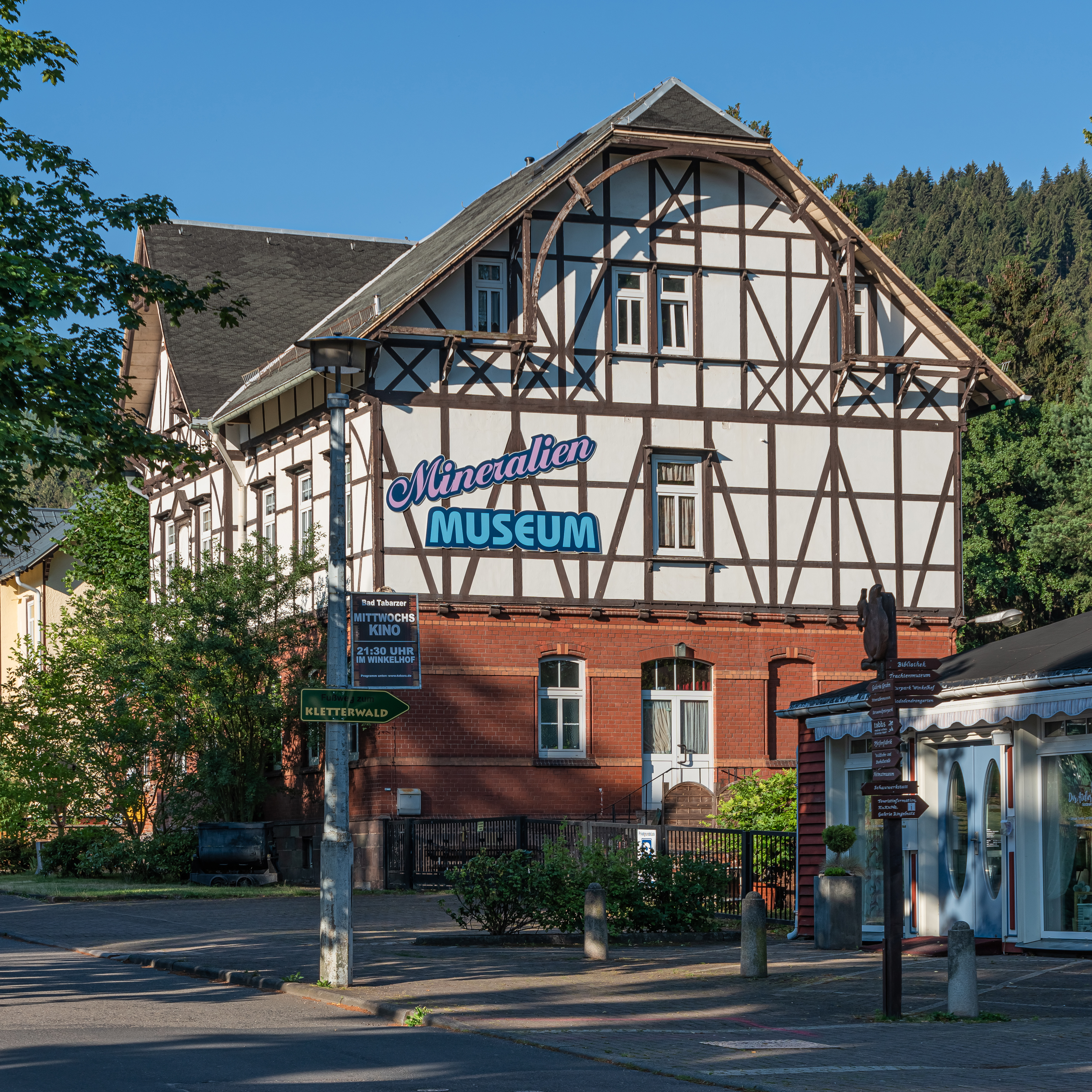
Музей минералов
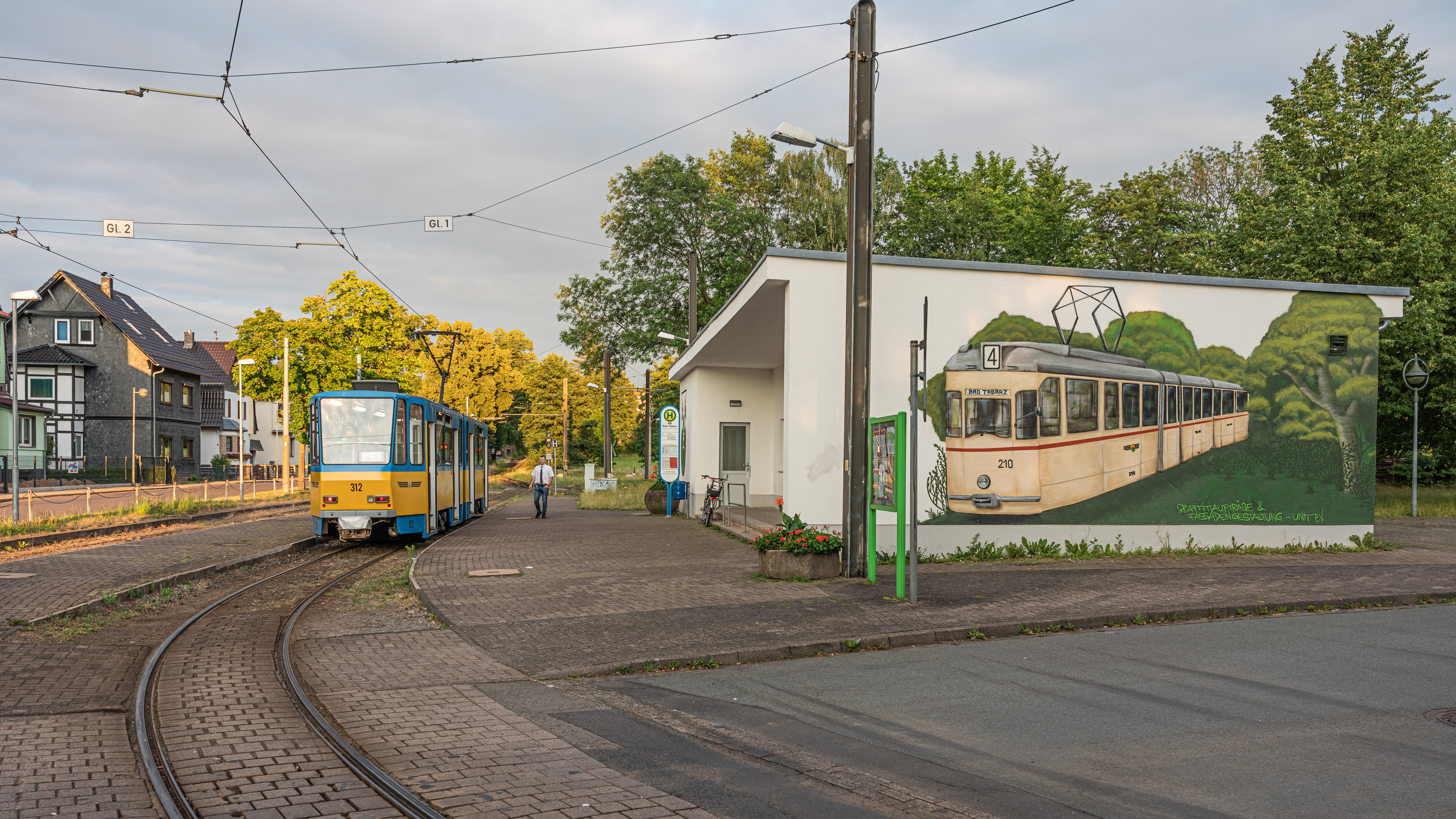
Конечная трамвайная остановка
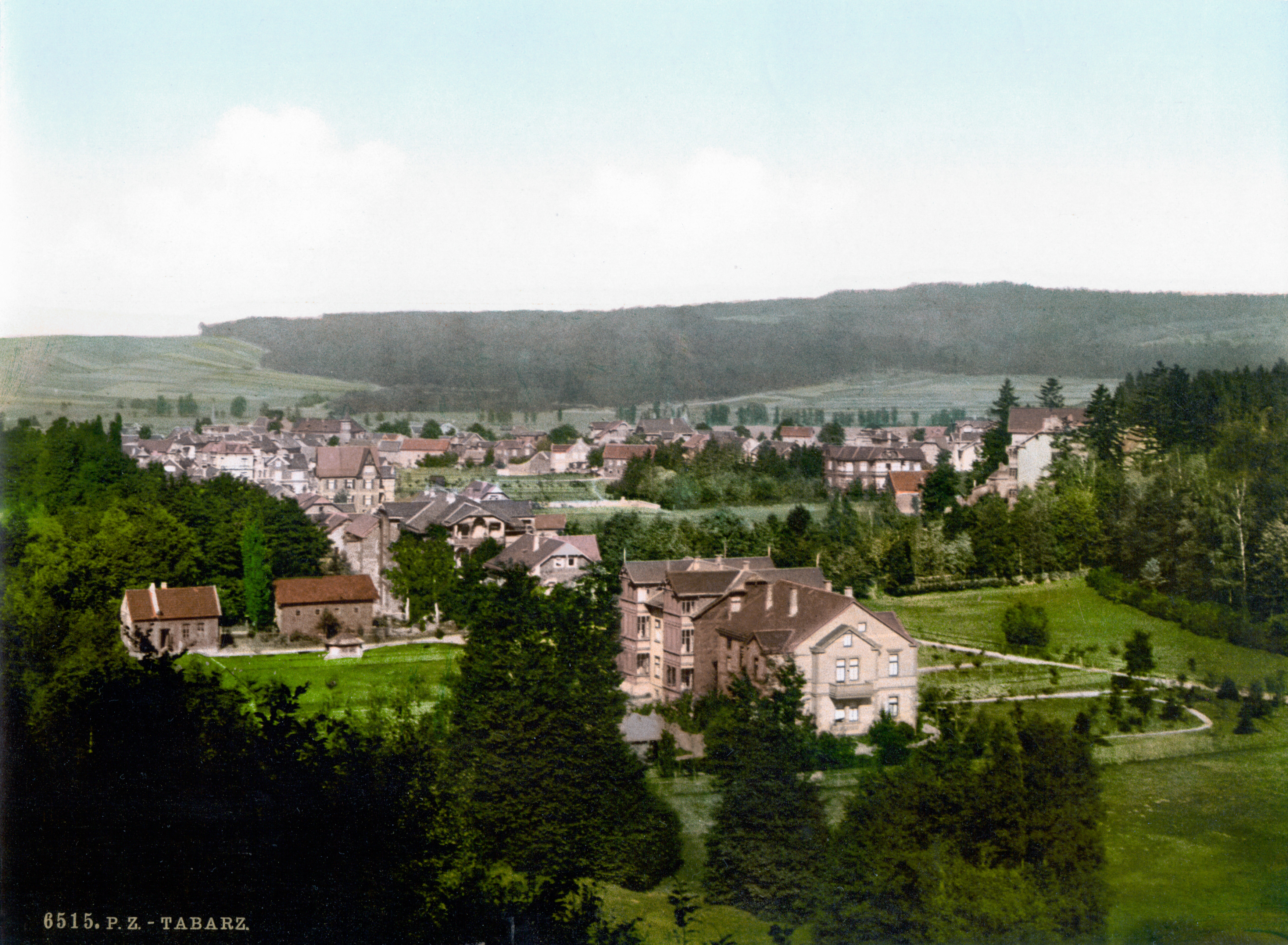
Табарц около 1900 года